# Łozenec (obwód Burgas)
Łozenec (bułg. Лозенец) – wieś w południowo-wschodniej Bułgarii, w obwodzie Burgas, w gminie Carewo. Według danych Narodowego Instytutu Statystycznego, 31 grudnia 2011 roku wieś liczyła 573 mieszkańców. Nad Weleką, Karaagaczą, Djawołską.

## Zabytki
- Cerkiew Św. Grzegorza, wybudowana w całości z darowizn
- Jaskinia Maczata dupka otoczona dwiema rajskimi plażami, 1 km od Łozenca

## Infrastruktura społeczna
W Łozencu znajduje się wiele restauracji, barów oraz plaż.